# واين أوسبورن (لاعب كرة قاعدة)
واين أوسبورن (بالإنجليزية: Wayne Osborne)‏ هو لاعب كرة قاعدة أمريكي، ولد في 11 أكتوبر 1912 في واتسونفيل في الولايات المتحدة، وتوفي في 13 مارس 1987 في فانكوفر في الولايات المتحدة.

## وصلات خارجية
- واين أوسبورن على موقع دوري كرة القاعدة الرئيسي (الإنجليزية)
- واين أوسبورن على موقعبيزبول رفرنس.كوم (الدوري الرئيسي) (الإنجليزية)
- واين أوسبورن على موقعبيزبول رفرنس.كوم (الدوري الثانوي) (الإنجليزية)
- واين أوسبورن على موقع مشجعي الرسوم البيانية (الإنجليزية)